# Sielenniachskij chriebiet
Sielenniachskij chriebiet także Sałtaga-Tas (ros. Селенняхский хребет) – pasmo górskie w Rosji (Jakucja). Znajduje się w północnej części Gór Czerskiego.
Od zachodu ogranicza je dolina rzeki Sielenniach, za którą znajdują się pasma Chadaranja i Burkat, natomiast od wschodu dolina rzeki Ujandina, za którą znajduje się pasmo Kiun-Tas.
Długość pasma wynosi około 240 km, wysokość do 2002 m n.p.m. (masyw Tommocki w południowej części pasma).
Pasmo zbudowane jest z gnejsów, łupków, wapienia krystalicznego, piaskowców i mułowców z intruzjami granitów. Występują złoża cyny, cynobru, wolframu, złota i węgla brunatnego.
W dolinach rzek rośnie tajga modrzewiowa, wyżej krzewy olchy i tundra górska.